# Simone Bacciocchi
Simone Bacciocchi (Città di San Marino, 22 gennaio 1977) è un allenatore di calcio ed ex calciatore sammarinese, di ruolo difensore. Dal 2015 è vice allenatore de La Fiorita.

## Carriera

### Club
Bacciocchi ha militato in varie società italiane e sammarinesi. Ricordiamo soprattutto la sua militanza nella squadra sammarinese della Libertas, con cui ha disputato i preliminari di Europa League contro la squadra serba del Sarajevo. Bacciocchi è stato schierato titolare sia nella partita di andata sia in quella di ritorno. La Libertas perse entrambe le partite, nella partita di andata perse 1-0 a Sarajevo, mentre in quella di ritorno 2-1 a Serravalle.

### Nazionale
È stato più volte convocato dalla rappresentativa nazionale del suo paese, con la quale ha disputato 59 partite. È stato sicuramente uno dei difensori più rappresentativi della nazionale sammarinese.

## Palmarès
- Coppa Titano: 1

A.C. Juvenes/Dogana: 2011